# Saint-Loup-Terrier
Saint-Loup-Terrier é uma comuna francesa na região administrativa de Grande Leste, no departamento das Ardenas. Estende-se por uma área de 15,3 km². Em 2010 a comuna tinha 186 habitantes (densidade: 12,2 hab./km²).